# Mauerpark
Der Mauerpark ist eine Parkanlage in Berlin-Prenzlauer Berg. Von Bürgerinitiativen 1990 erstmals bepflanzt, 1994 nach Plänen von Gustav Lange eröffnet und bis 2020 mehrfach erweitert, folgt der Park dem Verlauf der ehemaligen Berliner Mauer entlang der Schwedter Straße. Als populäres Naherholungsgebiet zählt der Mauerpark mit seinem Flohmarkt und den zahlreichen Straßenmusikern zu den beliebtesten Sehenswürdigkeiten Berlins. Bau und Erweiterung des Parks waren über Jahrzehnte hinweg ein komplexes politisches Konfliktfeld verschiedener Bürger- und Verwertungsinteressen.

## Lage
Der langgezogene Park liegt gut zwei Kilometer nördlich des Roten Rathauses im Gleimviertel (Ortsteil Prenzlauer Berg, Bezirk Pankow). Seine Westseite markiert die Grenze zum Brunnenviertel (Ortsteil Gesundbrunnen, Bezirk Mitte). Im Norden verläuft die Ringbahn, im Osten grenzt der Park im oberen Teil an die Schwedter Straße, im unteren an den Falkplatz und den Friedrich-Ludwig-Jahn-Sportpark. Im Süden liegen Bernauer Straße und Eberswalder Straße.
Auf einer Fläche von gut 14,3 Hektar erstreckt sich der Park über knapp einen Kilometer Länge in Nord-Süd-Richtung. Im südlichen Teil ist er gut 200 m, im kleineren, nördlichen Teil, 50 m breit.
Der Mauerpark ist Teil des Grünen Bandes Berlin und grenzt im Norden an das Landschaftsschutzgebiet Nr. 52 Ehemaliger Mauerstreifen, Schönholzer Heide und Bürgerpark.

## Topographie

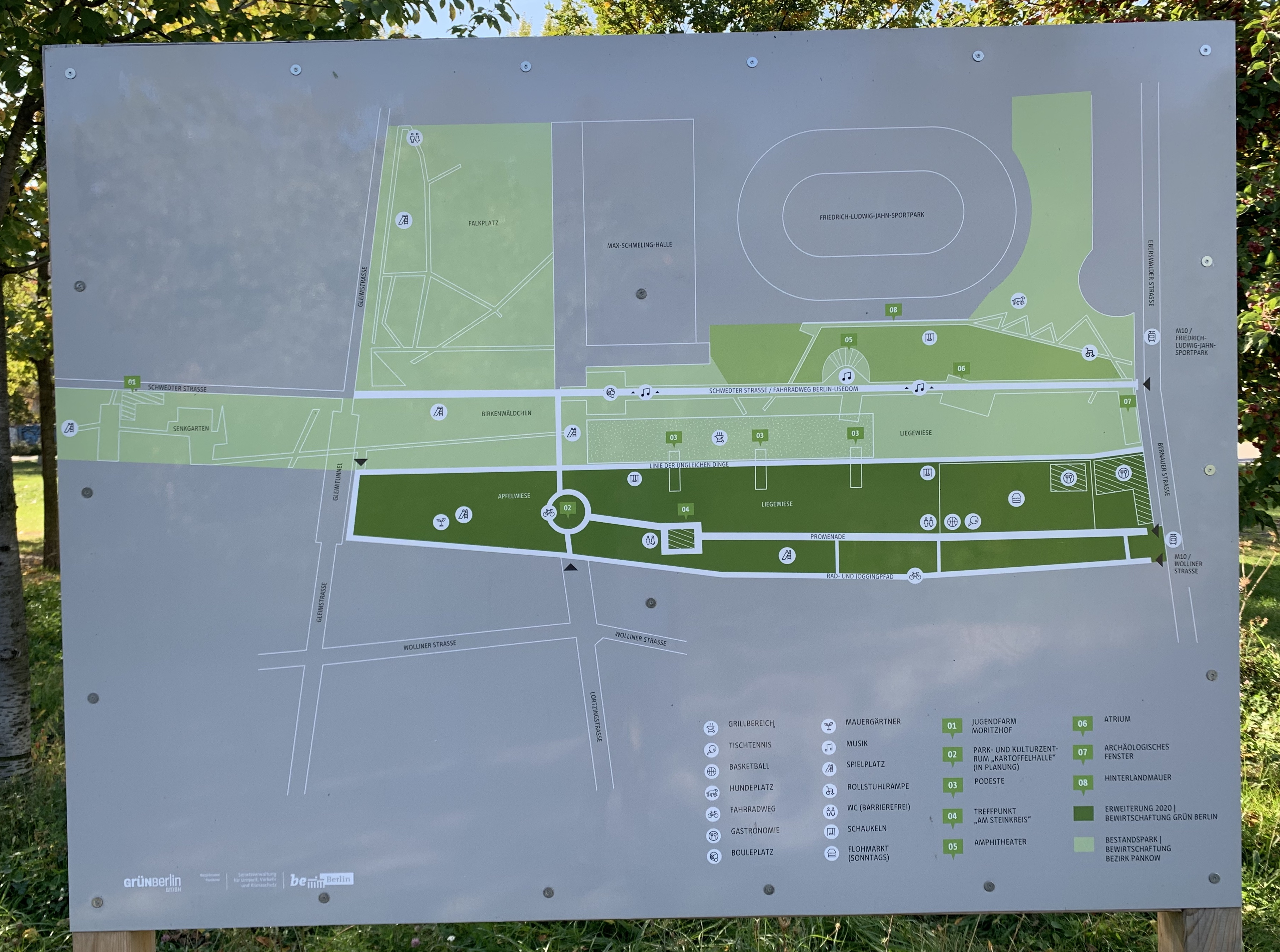
Lageplan, nicht genordet, 2022

Der Park folgt in seiner gesamten Läge den ehemaligen Grenzbefestigungsanlagen der Berliner Mauer entlang der nördlichen Schwedter Straße. Sein Gelände ist weitgehend flach, einzig auf der Südostseite gibt es eine etwa 350 m lange und bis zu elf Meter hohe, dem Park zugewandte Böschung. Diese gehört zum Bauwerk des angrenzenden Friedrich-Ludwig-Jahn-Stadions.
Der Park wird vom Gleimtunnel in einen kleinen Nord- und einen großen Südteil getrennt. Zentral im Südteil liegt eine etwa 400 m × 50 m große Rasenfläche. Diese ist umgeben von einem in die Böschung gebauten Amphitheater, einem Auslaufgelände für Hunde, einer teilasphaltierten Fläche für einen sonntäglichen Flohmarkt sowie zwei Kinderspielplätzen und weiteren Liegewiesen. Daran angrenzend liegt ein Gemeinschaftsgarten sowie ein Birkenwäldchen. Im Nordteil des Parks befinden sich eine Kletterwand, ein Spielplatz, ein Senkgarten, sowie die Jugendfarm Moritzhof.
Über fast die gesamte Länge des Südteils erstrecken sich vier parallel laufende Wege: Die mit Großstein gepflasterte und für den Kraftverkehr gesperrte Schwedter Straße sowie drei weitere asphaltierte Fuß- und Radwege. Die einzige Überquerung in Ost-West-Richtung besteht zwischen dem Falkplatz und dem Parkeingang an der Lortzingstraße.

## Bauwerke
Überreste der Berliner Mauer sind nur wenige erhalten: Oben auf der Stadionböschung steht ein 300 m langes Stück der Hinterlandsicherungsmauer, unten am Parkeingang Bernauer Straße ist in einem archäologischen Fenster das Fundament einer Fahrzeugsperre freigelegt und in der Pflasterung der Schwedter Straße sind entlang der Westseite zahlreiche Fundamente von Pfeilern einer alten Grenzsicherungsanlage markiert. An der Eberswalder Straße steht auf dem Gelände des Hundeauslaufs ein einzelner, großer Lichtmast der ehemaligen Grenzanlage.

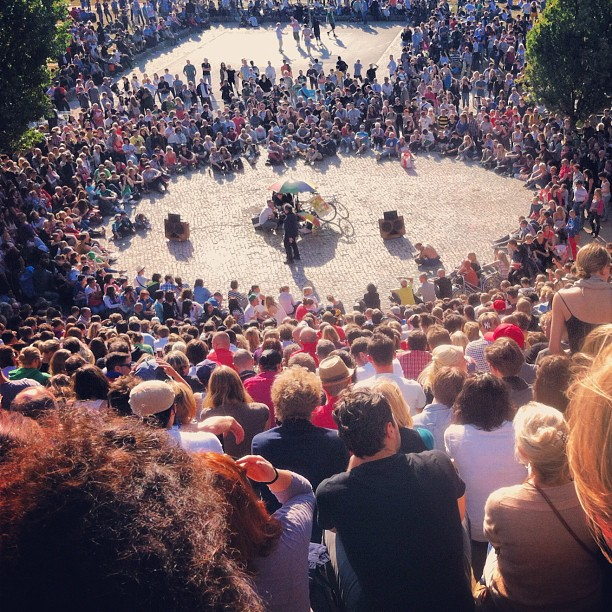
Karaoke im Amphitheater, 2012

Am Parkeingang Bernauer Straße befinden sich einige größere Hütten mit Gastronomiebetrieb, in die Böschung ist ein aus rohen Granitblöcken gebautes Amphitheater integriert, und dem gegenüber steht auf der Westseite des Parks die Kartoffelhalle, eine Metalllagerbaracke, die zu einem Kulturzentrum ausgebaut werden soll.
Das größte Gebäude auf dem Gelände des Mauerparks ist die Jugendfarm Moritzhof, ein 1999 nach ökologischen Vorgaben errichtetes, zweigeschossiges Holzhaus mit angeschlossenen Stallungen. Am Parkeingang Lortzingstraße steht ein mit Granitblöcken eingefasstes Rondell mit einem großen Steintisch im Zentrum. Die roh behauenen hellen Blöcke aus Striegauer Granit sind zentrales und charakteristisches Element von Gustav Langes Parkgestaltung. Sie dienen zugleich als Begrenzungssteine und Sitzgelegenheiten.

## Flora
Zu den ältesten Pflanzen im Park gehören einige Spitzahorn- und Feldahornbäume (Acer platanoides, Acer campestre) von 1971 bis 1980 auf dem Gelände der Hundeauslauffläche. Von der Baumpflanzaktion der Grünen Liga 1990 sind einige Rosskastanien (Aesculus hippocastanum) und Birken-Pappeln (Populus simonii) zwischen Mauerpark und Falkplatz erhalten.

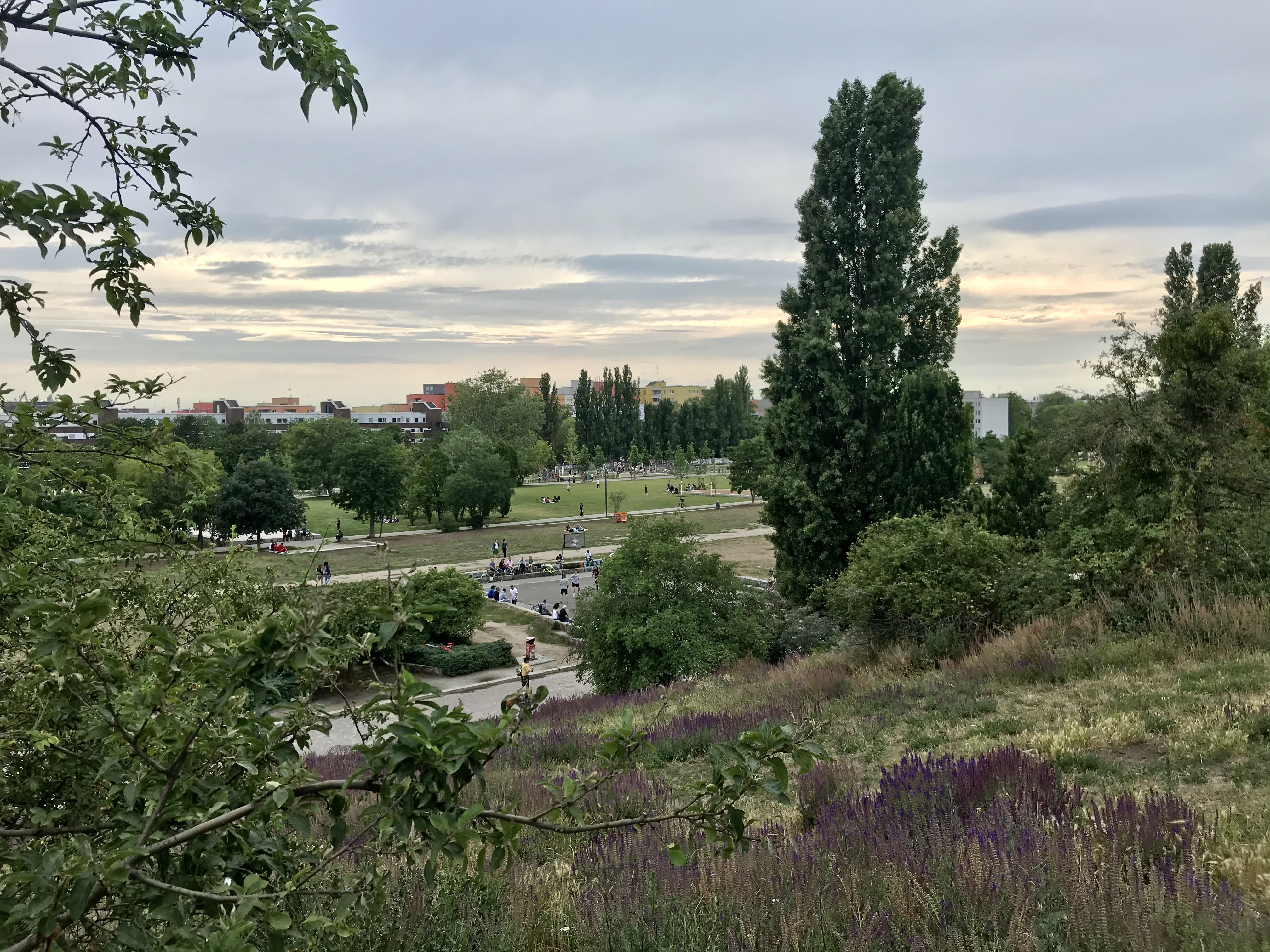
Apfelbäume, Pyramidenpappeln und Wiesensalbei auf der Böschung, 2020

Der Großteil des Bestandes wurde ab 1994/95 gepflanzt. Aus dieser Zeit – und mittlerweile prägend für den Park – stammen die zahlreichen, bis zu 35 m hohen italienischen Pyramidenpappeln (Populus nigra italica), die sowohl unten als auch oben an der von Wiesensalbei (Salvia pratensis) übersäten Stadionböschung gesetzt wurden. Am südlichen Parkeingang entlang der Schwedter Straße sowie auf der Böschung stehen mehrere Dutzend weißblühende Zierapfelbäume (Malus spec.). Im weiteren Verlauf durchquert die Schwedter Straße eine Gruppe Eschen (Fraxinus), verläuft entlang zahlreicher Wacholderhecken zum Amphitheater, flankiert von einigen Pyramiden-Eichen (Quercus robur 'Fastigiata'), und mündet am Boule-Spielplatz in eine Gruppe Japanischer Schnurbäume (Sophora japonica). Zwischen Schwedter Straße und Falkplatz hat sich am nördlichen Ende unter einer Gruppe von Weidenbäumen ein kleiner Röhricht aus Schilfgras gebildet. Westlich davon befindet sich das Birkenwäldchen, bestehend aus mehr als 250 Sand-Birken (Betula pendula).
Um das Jahr 2000 wurde die heutige Allee Linie der ungleichen Dinge bepflanzt. Dort finden sich Schwedische Mehlbeeren (Sorbus intermedia), zahlreiche Robinien (Robinie pseudoacaria), Rosskastanien (Aesculus hippocastanum), Birnbäume und mehrere Vogelkirschen (Prunus avium), die am Rondell an der Lortzingquerung von einer Gruppe Waldkiefern (Pinus sylvestris) ergänzt werden. Um die sogenannte Kartoffelhalle wurde eine Allee Ahornblättriger Platanen (Platanus x hispanica) gepflanzt, ferner Zerr-Eichen und Scharlach-Eichen (Quercus zerriss, Quercus coccinea) sowie Purpur-Erlen (Alnus spaethii).
Nördlich des Gleimtunnels wächst eine Gruppe Kultur-Birnen (Pyrus communis), der daran anschließende Senkgarten ist von einer großen Hecke von Rotbuchen eingefasst, und vis-à-vis dem Moritzhof steht eine Gruppe rosablühender Sauerkirschen (Prunus cerasus). Um den Spielplatz am nördlichen Ende des Parks wachsen einige große Silber-Weiden (Salix alba) sowie mehrere Zierkirschen (Prunus speciosus). Nach Bauarbeiten am Parkeingang an der Bernauer Straße wurde 2020/2021 eine Gruppe von mehr als 30 Zitter-Pappeln (Populus tremula) neu angepflanzt. Die Mehrzahl der Bäume im Mauerpark galten 2019 als „geschädigt“ bis „stark geschädigt“.

## Geschichte vor 1990

### 18.Jahrhundert: Landwirtschaftliche Nutzung
Das Gebiet des heutigen Mauerparks lag im 18. Jahrhundert vor den Toren der Stadt und war Teil der nördlichen Feldmark, die in die Berliner Hufen eingeteilt war, der traditionellen Flur der städtischen Ackerbürger. 1780 wurde das Gebiet zwischen heutiger Schönhauser Allee und Schwedter Straße auf königlichen Erlass in den Acker Tractus des Vorwerks Niederschönhausen eingegliedert.
Als das Vorwerk nach 1820 vor dem Konkurs stand, wurden die Berliner Hufen separiert und veräußert. Der Prenzlauer Unternehmer Wilhelm Griebenow kaufte das Gelände 1823 in der Absicht, es zu parzellieren und gewinnbringend wieder zu veräußern. Noch bis 1862 hieß die Schwedter Straße Verlorener Weg, als Weg, der sich zwischen landwirtschaftlichen Flächen „im Nichts verliert“.

### Ab 1825 preußischer Exerzierplatz
1825 verkaufte Griebenow eine Parzelle für 10.000 Taler an den preußischen Militärfiskus, der dort für das Kaiser-Alexander-Regiment einen Exerzierplatz anlegte, der bis ins frühe 20. Jahrhundert genutzt wurde. Im Volksmund wurde dieser „Exerzierplatz zur einsamen Pappel“ genannt. Namensgebend war eine Pappel, die als Solitär an der heutigen Topsstraße stand. 1829 wurde das Gelände als Teil der damaligen Rosenthaler Vorstadt nach Berlin eingemeindet.
Bekannt wurde der Exerzierplatz als Ort einer großen Arbeiterdemonstration während der Märzunruhen 1848. Rund 20.000 Teilnehmer protestierten gegen den preußischen König und forderten kürzere Arbeitszeiten, höhere Löhne sowie die Einführung einer allgemeinen Schulpflicht.

### Bahnhofsgelände, 1877–1985
Westlich des Exerzierplatzes entstand ab 1871 der Endbahnhof der Berliner Nordbahn (Berlin – Stralsund), damals genannt Nordbahnhof. Als Kopfbahnhof erstreckte er sich von der Bernauer Straße bis zur Ringbahn. Sein Gelände wurde mittels Bauschutt eingeebnet und liegt seitdem zwischen ein und vier Meter höher als die umliegenden Straßen. Begonnen von einer privaten Gesellschaft, gelangte der Bahnhof noch während der Bauarbeiten in staatliche Hand und wurde am 1. Oktober 1877 als Güterbahnhof eröffnet. Der Personenverkehr wurde über den nahen Stettiner Bahnhof (den heutigen Nordbahnhof) abgewickelt. Nur zwischen 1892 und 1898 war auch an der Bernauer Straße ein kleiner Personenbahnhof in Betrieb, der den Stettiner Bahnhof entlasten sollte. Als Provisorium war er ebenso schmucklos und funktionell angelegt wie die gesamte Anlage des Güterbahnhofs.
1950 wurde der Bahnhof umbenannt in Berlin Eberswalder Straße. Als Güterumschlagplatz wurde er noch bis in die 1970er Jahre genutzt, 1985 wurde er von der Deutschen Reichsbahn stillgelegt. Heute liegt der Großteil des Mauerparks auf dem Gelände des alten Bahnhofs.

### Spätes 19. Jahrhundert: der Exerzierplatz wird zum Sportplatz
Gegen Ende des 19. Jahrhunderts wurde der Exerzierplatzlatz zunehmend von Schulen und Vereinen für Leibesübungen genutzt, da es im dicht bevölkerten Bezirk an geeigneten Freiflächen fehlte. Mit wachsender Popularität des Fußballspiels fand am 18. April 1892 hier ein Spiel zwischen der Dresdener und der Berliner Stadtauswahl statt, bei dem die Berliner 0:3 unterlagen. Im Juli 1892 wurde der Fußballclub Hertha BSC gegründet, der den Exerzierplatz Einsame Pappel viele Jahre als Spielstätte nutzte.

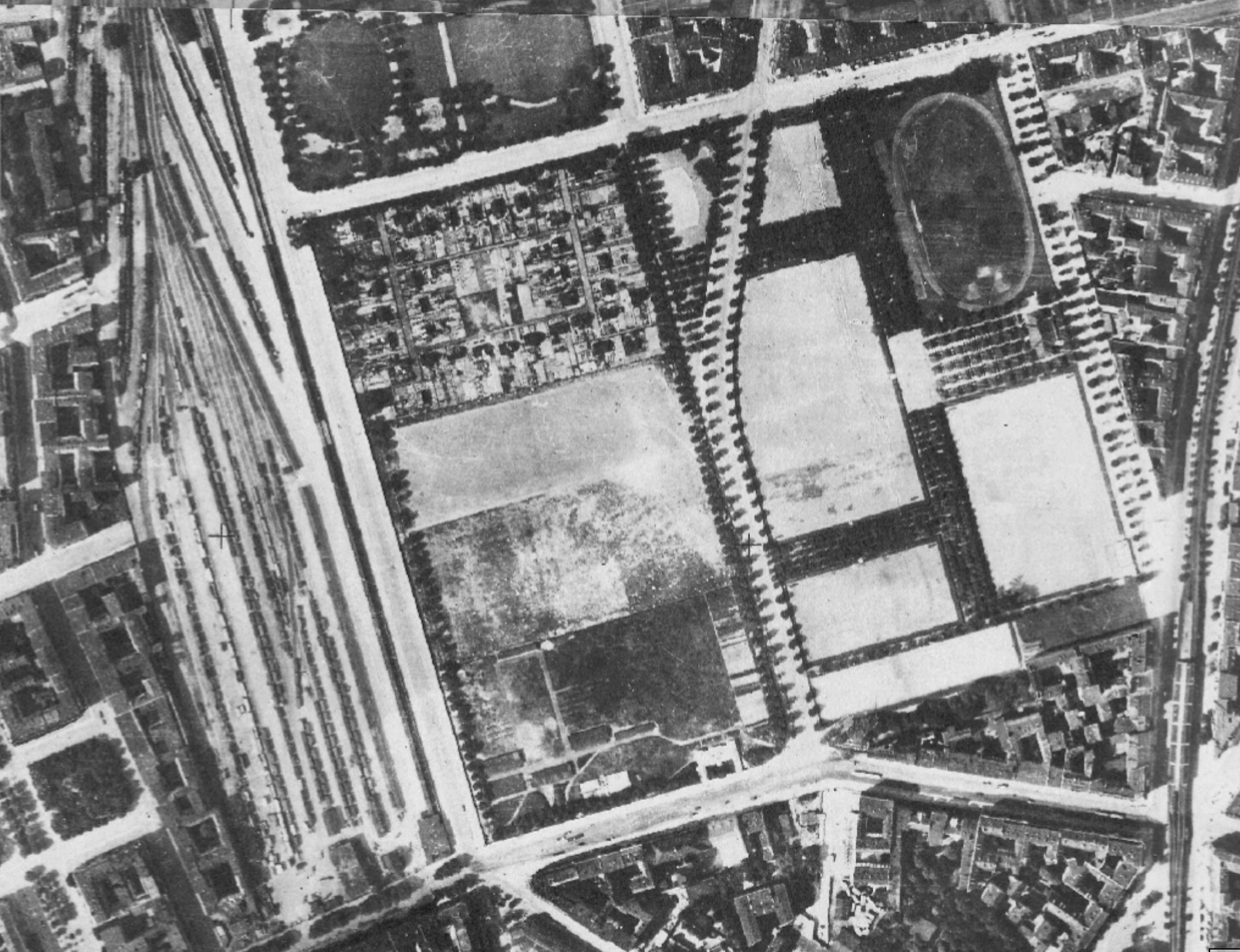
Bahnhofsgelände, Kleingärten und Sportanlagen, Luftbild 1928

Um 1900 war die Gegend um den Exerzierplatz dicht bebaut und die meist proletarischen Anwohner nutzten den Platz ausgiebig. Immer häufiger kam es zu Klagen gegenüber dem Polizeipräsidium über untragbare Zustände auf dem Gelände, zu dem jeder Zutritt hatte. Das Militär stimmte zu, den Platz mit einer Mauer einzufrieden, jedoch wollte die Stadt die Kosten für den Bau nicht übernehmen. Als die Klagen nicht endeten, erklärte sich das Kriegsministerium 1910 bereit, einen Teil des Exerzierplatzes zu veräußern. Nach der Zustimmung der Stadtverordneten im Juni 1911 kaufte der Berliner Magistrat den östlichen Teil des Exerzierplatz 1912 für 6,5 Millionen Mark (kaufkraftbereinigt in heutiger Währung rund 41,9 Millionen Euro). Der städtische Gartendirektor Albert Brodersen erhielt den Auftrag zum Bau eines neuen Spiel- und Sportplatzes an der Cantianstraße. Auf der gegenüberliegenden Seite südlich des Falkplatzes stand nach dem Ersten Weltkrieg eine Kleingartenanlage. Nach dem Zweiten Weltkrieg wurde die Fläche des heutigen Stadions als Trümmerhalde genutzt.
1921 ließ das Berliner Medizinalamt im Südteil des Exerzierplatzes an der Eberswalder Straße eine Freiluftschule für tuberkulöse Kinder einrichten. Unter Mitwirkung der chirurgischen Universitätsklinik unter August Bier wurden mehrere Baracken mit Untersuchungszimmern und Bestrahlungsapparaten ausgestattet. Der südliche Teil des Exerzierplatzes wies damals eine zusammenhängende Grasnarbe auf. Die Freiluftschule befand sich am Ort der heutigen Auslaufwiese für Hunde und der Wendeschleife der Straßenbahn.

### Bau des Friedrich-Ludwig-Jahn-Sportparks 1951

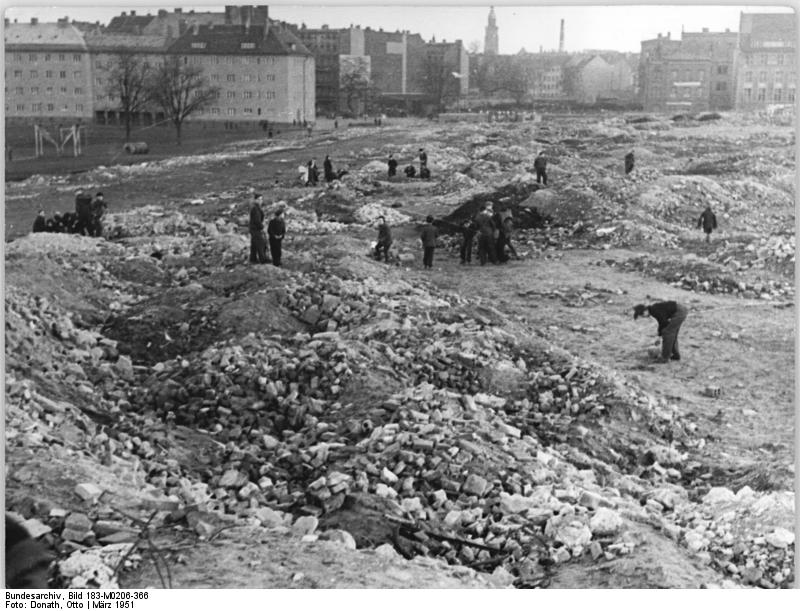
Bau des Sportstadions auf dem Trümmerfeld, 1951

Ab Frühling 1951 wurde anlässlich der III. Weltjugendfestspiele in nur wenigen Monaten der neue Berliner Sportpark samt Stadion Einsame Pappel nach den Plänen des Architekten Rudolf Ortner errichtet. Der Stadionbau war ein Vorläufer des Nationalen Aufbauwerks der DDR. Sogenannte Aufbaubrigaden der Freien Deutschen Jugend und freiwillige Arbeitskräfte führten an Aufbausonntagen umfangreiche Aufräumarbeiten durch, die auch die Beseitigung von Kriegstrümmern beinhalteten. An der Westseite des Stadions zur Schwedter Straße entstand eine aus Kriegstrümmern aufgeschüttete etwa elf Meter hohe Böschung, die heute eines der charakteristischen Merkmale des Mauerparks ist.
Anlässlich des 100. Todestags von Friedrich Ludwig Jahn erhielt der Sportpark 1952 den Namen Friedrich-Ludwig-Jahn-Sportpark. Zur Berliner 750-Jahr-Feier ließ der Magistrat von Berlin das Stadion 1986–1987 sanieren und die den Mauerpark heute dominierenden markanten Flutlichtmasten installieren.

### Die Mauerzeit 1961–1989
Die zwischen Stadion und Bahnhofsgelände verlaufende Schwedter Straße war seit der Gründung von Groß-Berlin 1920 die Bezirksgrenze zwischen Prenzlauer Berg und Wedding. Nach der Deutschen Teilung 1949 wurde sie zur Sektoren- und deutsch-deutschen Staatsgrenze. Das Stadiongelände gehörte nun zu Ost-Berlin, das alte Bahnhofsgelände zu West-Berlin.

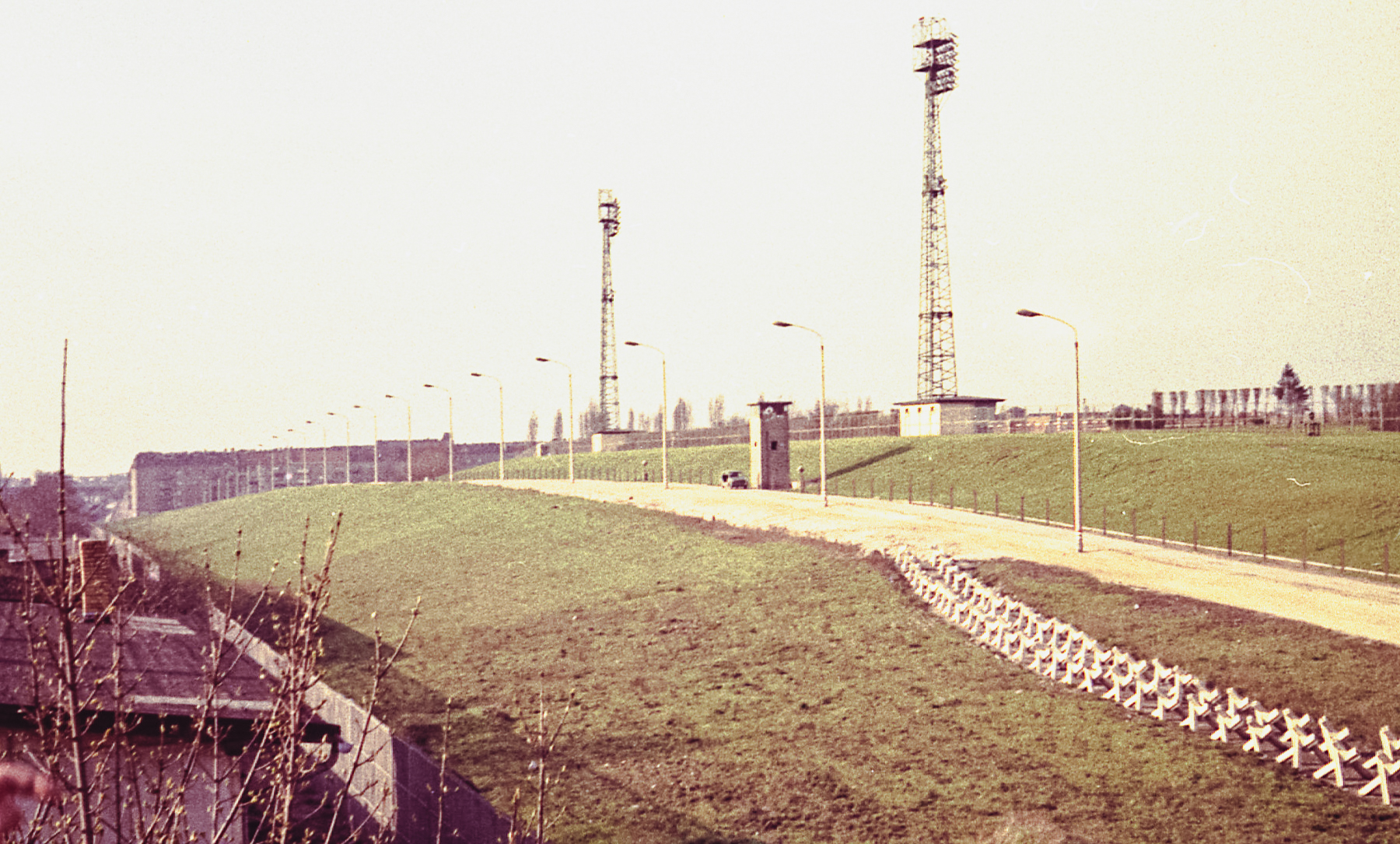
Grenzanlagen am Stadion, ca. 1970

Mit dem Bau der Berliner Mauer ab dem 13. August 1961 ließ die DDR auch entlang der Schwedter Straße immer umfangreichere Anlagen zur Grenzsicherung errichten. An der Böschung des Stadions wurden oben wie unten hohe Stacheldrahtzäune und dazwischen Wachtürme gebaut, auch Panzersperren wurden errichtet. Der Gleimtunnel wurde verschlossen, die Schwedter Straße zwischen Gleimstraße und Ringbahn versperrt und an der Stadionböschung zugeschüttet. In den 70er Jahren wurden die Zäune durch Mauern ersetzt, von denen Teile noch erhalten sind: oben auf der Stadionböschung stehen auf etwa 150 Meter Länge noch heute Reste der sogenannten Hinterlandmauer.
Aufgrund des Höhenunterschieds zwischen Stadion und ehemaligem Bahnhofsgelände war es für die DDR-Grenztruppen relativ schwierig, den Grenzstreifen zu kontrollieren. Deshalb wurde 1988 als Teil eines Gebietsaustauschs zwischen dem Senat von Berlin (West) und der Regierung der DDR die Grenze auf rund einem Kilometer Länge um 50 m Richtung Westen verschoben. Die Arbeiten für die Verbreiterung der Grenzanlagen auf dem Gebiet des alten Bahnhofs wurden im November 1989 abgeschlossen, nur wenige Tage vor dem Mauerfall am 9. November.

## Geschichte nach 1990

### Vom Grenzraum zum Freiraum– Der Mauerpark entsteht

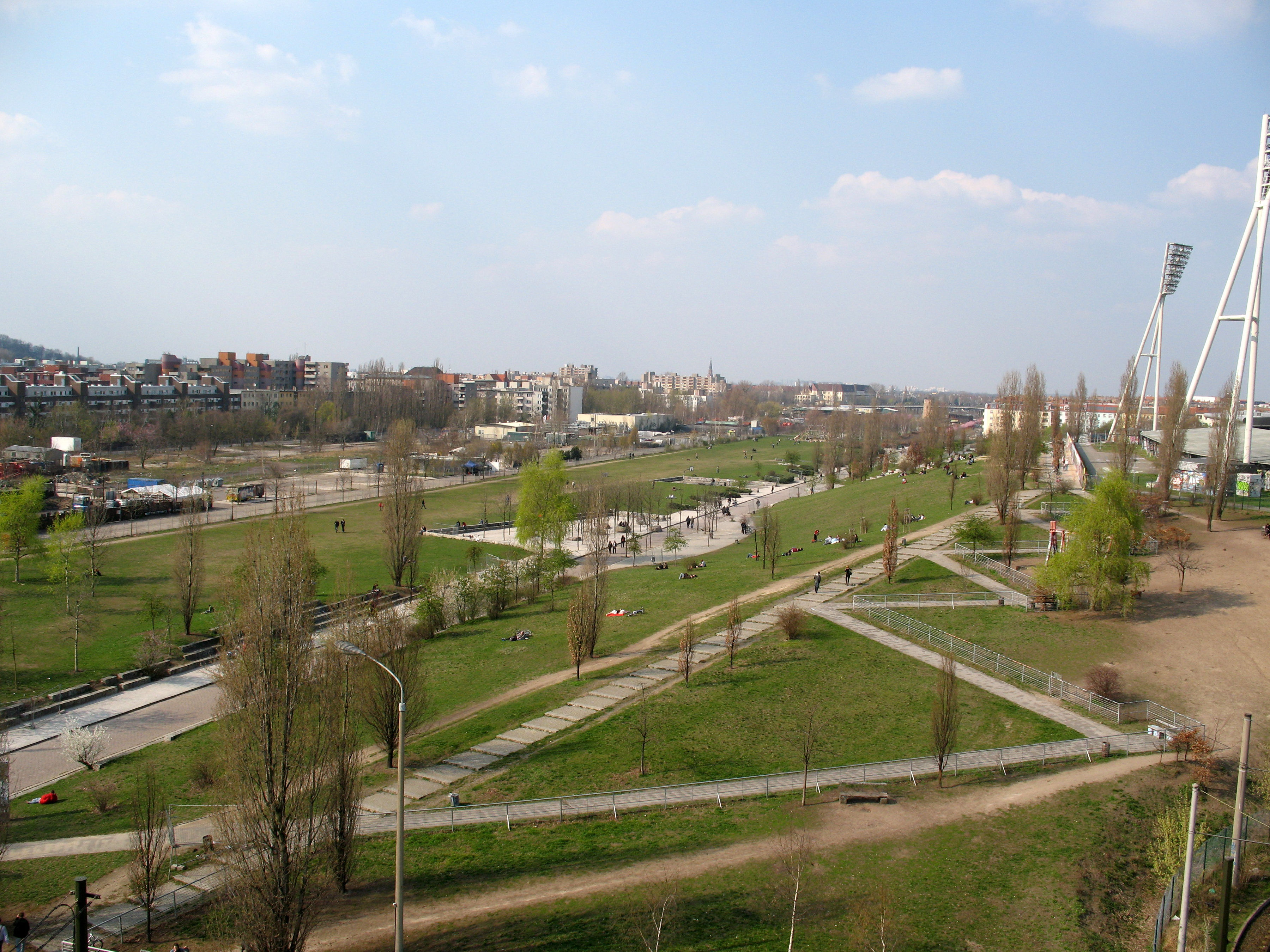
Mauerpark, 2007

Nach dem Mauerfall wurden die Anlagen zur Grenzsicherung abgerissen und es entstanden mitten in der Stadt große Brachen und Freiflächen. Zahlreiche Grundstücke wurden umgehend kapitalisiert, jedoch nicht hier an der Schwedter Straße. Da das Gelände vor der Mauerzeit unbebaut war, gab es keine Rückgabeansprüche von Alteigentümern, die zu schnellen Privatisierungen und Verkäufen geführt hätten. Für die Schaffung einer öffentlichen Grünfläche bildete sich bald ein starkes bürgerliches Engagement, das die folgenden Jahre stetig dafür kämpfte, dass die Fläche nicht anderweitig verwertet wurde.

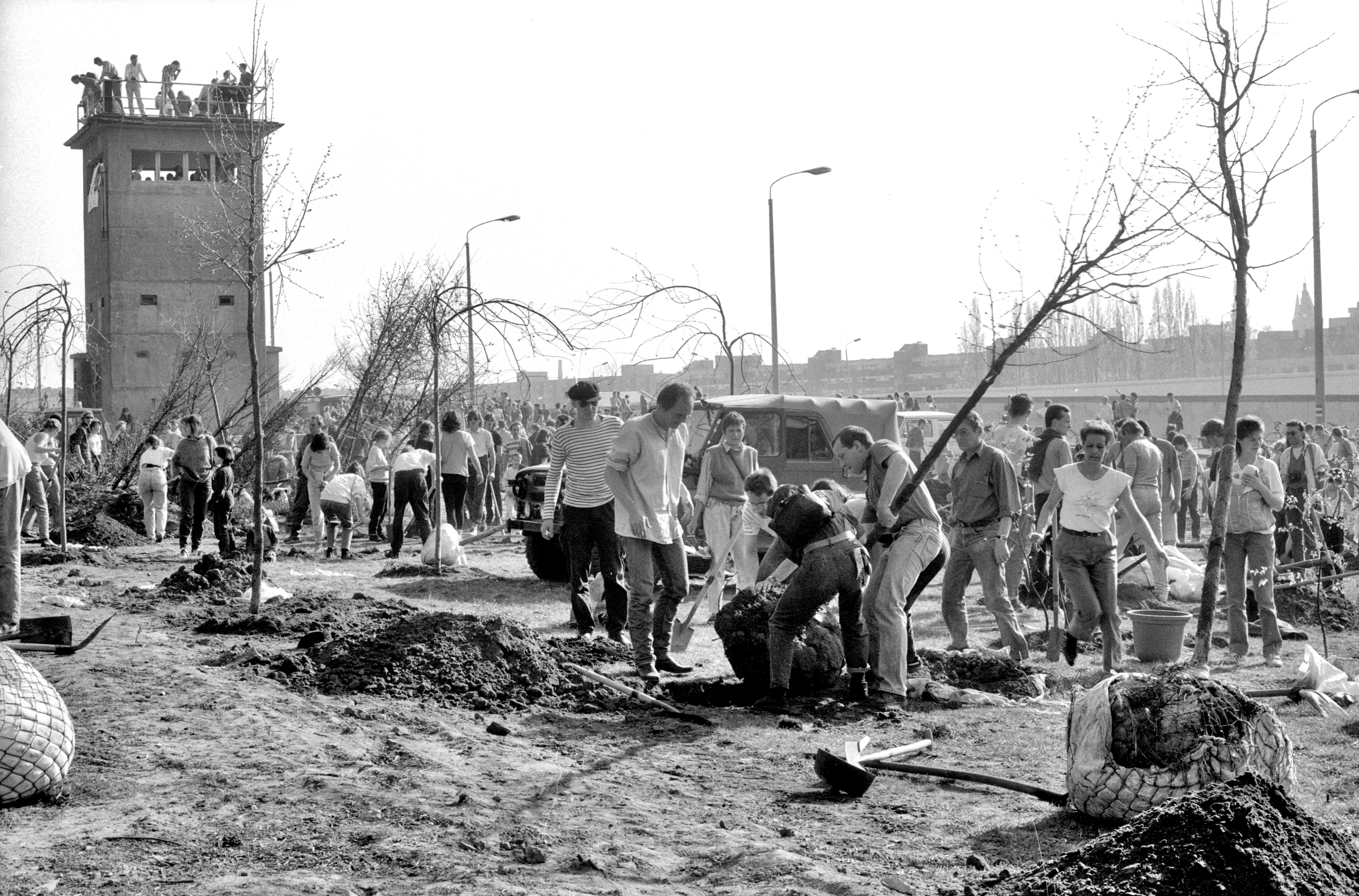
Baumpflanzaktion am 1. April 1990

1990 gründete sich im März eine Initiative für einen Kinderbauernhof, im April initiierten Bürger eine große Baumpflanzaktion an der Ecke Schwedter Straße / Gleimstraße, und Anwohner nutzten zunehmend die Brachflächen zwischen den alten Wachtürmen. Ab Juni 1990 wurden die Grenzanlagen abgerissen. Gleichzeitig sprach sich die Stadtverordnetenversammlung von Prenzlauer Berg mehrmals für den Bau eines Mauerparks mit Kinderbauernhof aus.  Unter dem Eindruck des stetigen Engagements der Anwohner für eine Grünfläche lobte der Berliner Senat Anfang 1992 einen Wettbewerb aus, mit dem die Gelände des alten Bahnhofs und des Sportparks für die Olympiabewerbung 2000 umgestaltet werden sollten. Eine Jury unter Meinhard von Gerkan prämierte den Hamburger Landschaftsarchitekten Gustav Lange mit dem ersten Preis im Teilbereich Landschaftsplanung. Sein Entwurf stand unter dem Motto: Vom Grenzraum zum Freiraum.
Am 23. Juni 1992 beschloss der Berliner Senat, ein gut 7 Hektar großes Teilstück nach den Plänen Langes als Park auszubauen. Die neugegründete Allianz Umweltstiftung sicherte 1993 einen Baukosten-Zuschuss von 4,5 Millionen Mark (kaufkraftbereinigt rund 4,2 Millionen Euro) zu, sodass im selben Jahr die Bauarbeiten beginnen konnten. Am 9. November 1994 wurde der erste Teilabschnitt des Mauerparks eröffnet, er umfasste die Böschung am Stadion und die östliche Hälfte des ehemaligen Gleisfeldes zwischen Bernauer und Gleimstraße. Die Arbeiten wurden von der landeseigenen Grün Berlin GmbH ausgeführt.
Vorerst nicht Teil des Parks war ein Großteil des alten Bahnhofsgeländes, das im damaligen Bezirk Wedding lag. Dieser Geländestreifen wurde von Kleingewerben vornehmlich als Baustofflager genutzt. Am 11. Juli 2004 öffnete dort erstmals der Flohmarkt am Mauerpark, der bald weit über die Grenzen Berlins Bekanntheit erlangte. Der Geländestreifen war zunächst Eigentum des Bundeseisenbahnvermögens und später der bundeseigenen Vivico; 2007 gelangte er in die Hände der privaten CA Immo Deutschland, 2012 ging der nördliche Teil an die Groth Gruppe.
Im Osten an den Mauerpark angrenzend baute das Land Berlin ab 1994 die Max-Schmeling-Halle. Sie kostete 205 Millionen Mark (in heutiger Kaufkraft etwa 179 Millionen Euro). Seit ihrer Eröffnung 1997 ist sie mit fast 12.000 Zuschauerplätzen eine der größten Sport- und Veranstaltungshallen Berlins. Mehr als zwei Drittel der Halle liegen unterirdisch, sodass der Bau, vom Mauerpark aus gesehen, kleiner wirkt, als er ist.

### Parkerweiterung nach Norden 2005

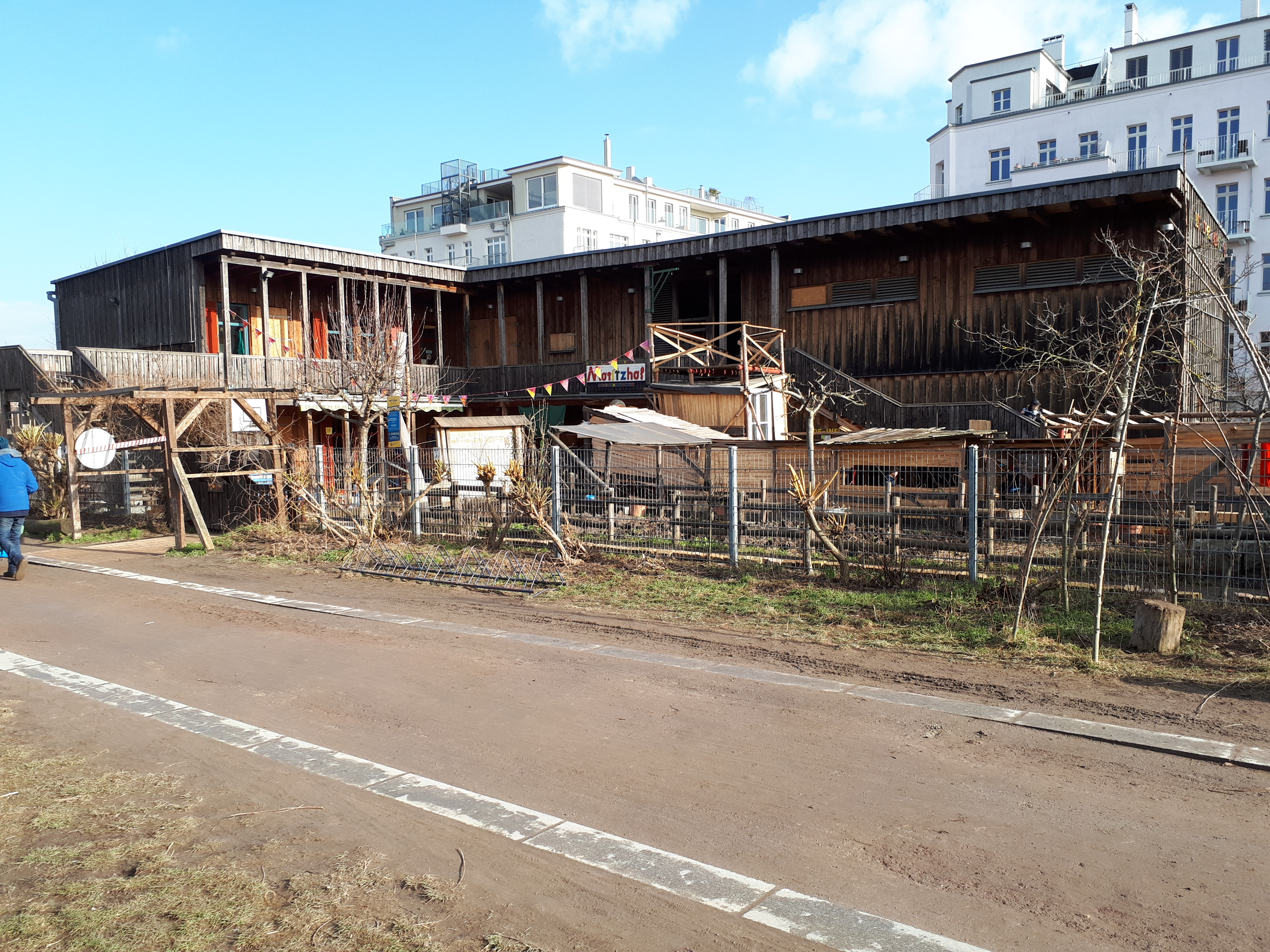
Jugendfarm Moritzhof, 2018

Nördlich des Gleimtunnels konnte nach zehnjähriger, zäher Planungs- und Bauphase im April 2000 der Kinderbauernhof eröffnen. Als Jugendfarm Moritzhof steht der Öko-Hof seit 2003 unter freier Trägerschaft. Kinder und Jugendliche können hier an Haus- und Hofwirtschaft und der Tierpflege partizipieren. Nördlich davon, an der Grenze des Mauerparks, betreibt der AlpinClub Berlin seit 2004 eine 15 m hohe Kletterwand, die sogenannte „Schwedter Nordwand“. Das Teilstück, das um die Kletterwand und Moritzhof liegt und etwa 1,7 Hektar umfasst, wurde dem Mauerpark 2005 angeschlossen. Südlich des Hofgeländes wurden ein Senkgarten und eine Wiese angelegt. Das Parkgelände am Gleimtunnel ist niveaufrei, allerdings senkt sich die Umgebung zur Kreuzung mit der Gleimstraße um gut 5 Meter ab, so dass hier zwischen Park und Schwedter Straße eine hohe Mauer steht.

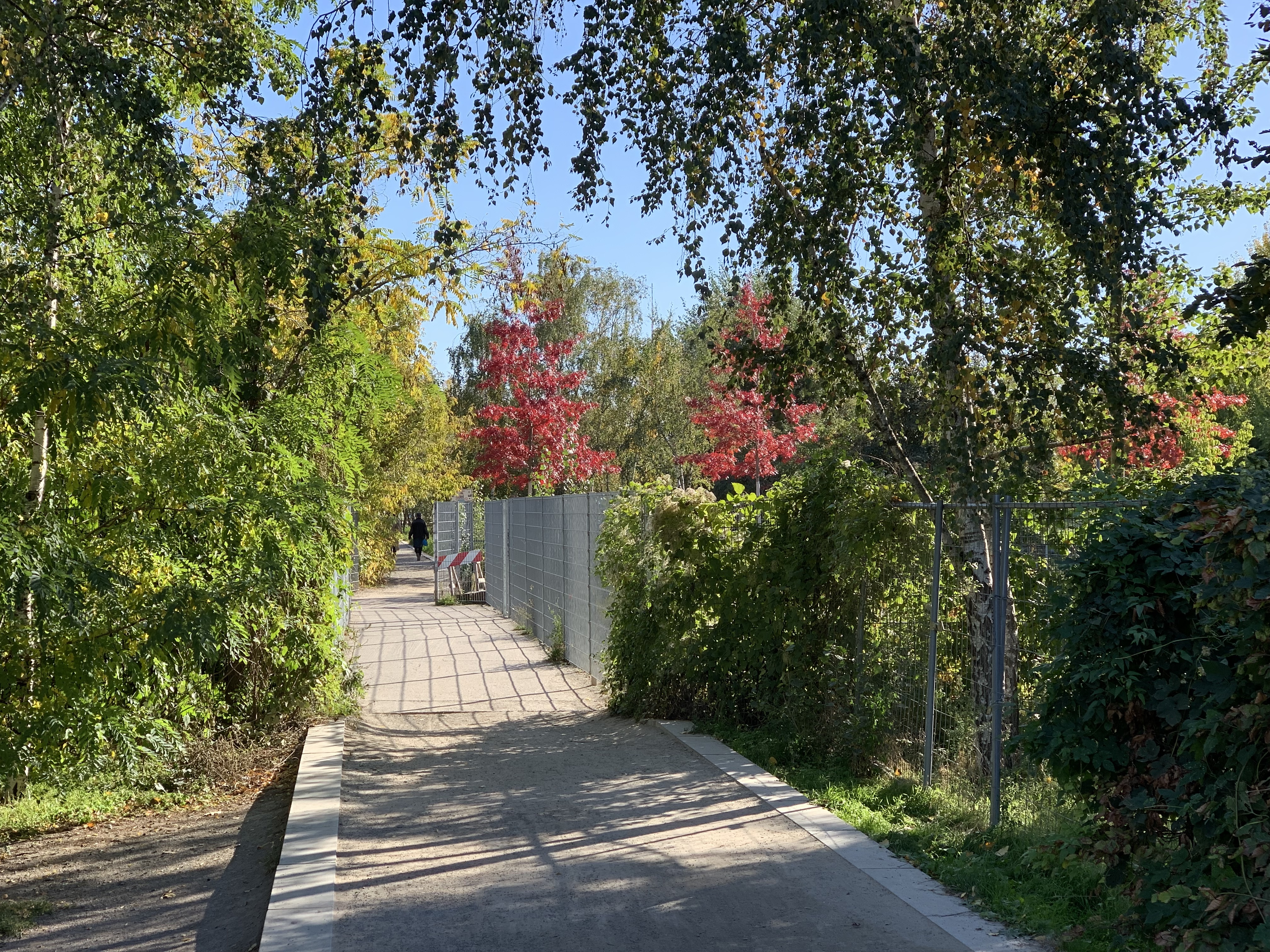
Weg über den Gleimtunnel, 2022

Die Überquerung des Gleimtunnels war bis 2008 versperrt. Die Berliner Verwaltung und die Bahn als Eigentümerin waren sich viele Jahre uneins, wer die Verantwortlichkeit für das Bauwerk trägt. Auf Dringen des Vereins Freunde des Mauerparks e. V. ließ die Stadt im April 2008 einen Fußweg anlegen, der beide Teile des Parks verbindet. Der Gleimtunnel, eine 1904 gebaute 130 m lange Unterführung, steht seit 2001 unter Denkmalschutz.

### Streit um die Parkerweiterung 2004–2015
Obwohl der Flächennutzungsplan von 1994 die gesamte Fläche des alten Bahnhofs als Parkfläche auswies und eine Bebauung verbot, gestaltete sich die Fertigstellung des Mauerparks äußerst langwierig. Wirtschaftliche Interessen der privatisierten Deutschen Bahn und später von Privatinvestoren waren im Weg. Es entstand daraus ein jahrelanger politischer Kampf um die Erweiterungsflächen zwischen dem Land Berlin, der Bezirksverwaltung und basisdemokratischen Akteuren.
Eigentümerin des Geländes war bis 2007 die bundeseigene Vivico, die das Bundeseisenbahnvermögen verwaltete. Da sich der Berliner Senat außerstande sah, das Gelände zu erwerben, plante er eine Art Tauschgeschäft. Die Erweiterungsfläche solle aufgeteilt werden: Einen Teil bekäme das Land Berlin gratis, ein anderer solle zur Bebauung mit Wohnhäusern freigegeben werden. Ein Versuch des Senats, den Flächennutzungsplan entsprechend zu ändern, scheiterte 2004 an massiven Einwendungen zahlreicher Bürgerinitiativen. Ein Moderationsverfahren zur Schlichtung wurde 2006 ergebnislos abgebrochen.

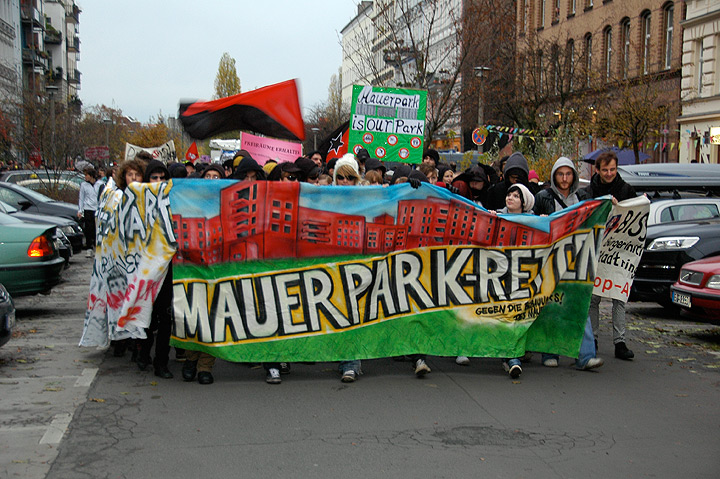
Demonstration für die Fertigstellung des Mauerparks, 2009

2007 erwarb der private Investor CA Immo das Erweiterungsgelände. Zahlreiche Bürgerinitiativen demonstrierten für die Fertigstellung des Parks nach den ursprünglichen Plänen. Im anhaltenden Konflikt schlug der Stadtentwicklungsausschuss Mitte einen Kompromiss vor: das Baurecht für den Investor solle begrenzt werden auf das Areal nördlich des Gleimtunnels sowie das Südende des Parks. Das Bezirksparlament schloss sich diesem Vorschlag an und billigte 2010 den Entwurf für einen entsprechenden Bebauungsplan.

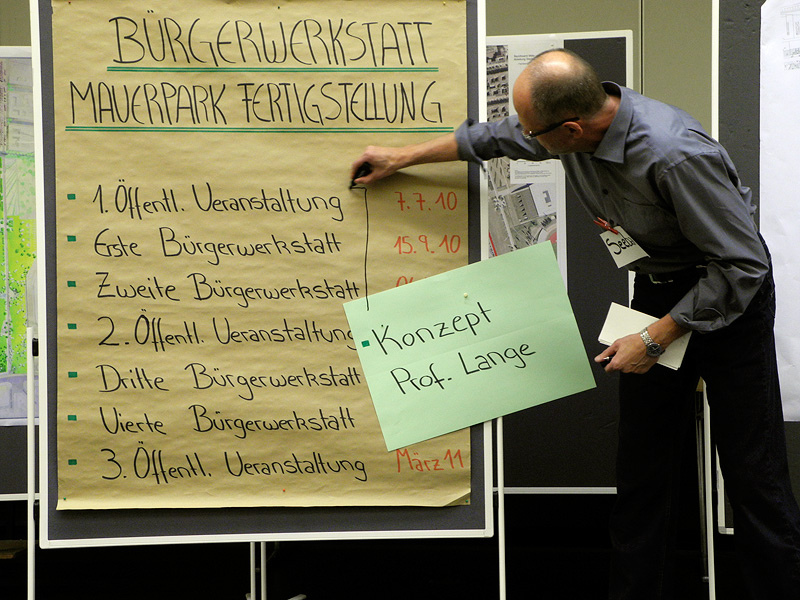
Bürgerwerkstatt Mauerpark, 2010

Um die Bebauungspläne zu konkretisieren, rief die landeseigene Grün Berlin GmbH im September 2010 die Bürgerwerkstatt Mauerpark ins Leben. Die Bürgerwerkstatt hatte zugleich Mitbestimmungsrecht über die Parkgestaltung als auch über Randbebauung mit Wohnhäusern. Nach einem Jahr der Planungen präsentierte der Investor seine Bebauungspläne, die die Bürgerwerkstatt als zu massiv und nicht parkverträglich ablehnte.
Der Kompromiss Baurecht gegen Freifläche war damit vorerst gescheitert.
2012 eskalierte der Streit. Der Senat verabschiedete einen sogenannten Städtebaulichen Vertrag, der zuvor ohne Bürgerbeteiligung zwischen Senat, Bezirk und Investoren ausgehandelt worden war. Damit bekam die Groth Gruppe als Investor ein Recht zur Bebauung mit 708 Wohnungen nördlich des Gleimtunnels, südlich bekam die Stadt die gesamte Erweiterungsfläche gegen Zahlung von insgesamt knapp sechs Millionen Euro an Groth und die CA Immo. Als der entsprechende Bebauungsplan 2015 ausgelegt wurde, traf er auf große Ablehnung. Beim Bezirksamt gingen mehrere zehntausend Widersprüche von Bürgern ein. Nachdem Bürgerinitiativen ein Bürgerbegehren gegen die Baupläne anstrengten, beendete der Senat die Bürgerbeteiligung, indem er das Verfahren von Bezirks- auf Landesebene verlegte. Das Abgeordnetenhaus genehmigte schließlich mit den Stimmen der SPD/CDU-Koalition die Bebauungspläne.

### Parkerweiterung nach Westen 2013–2020

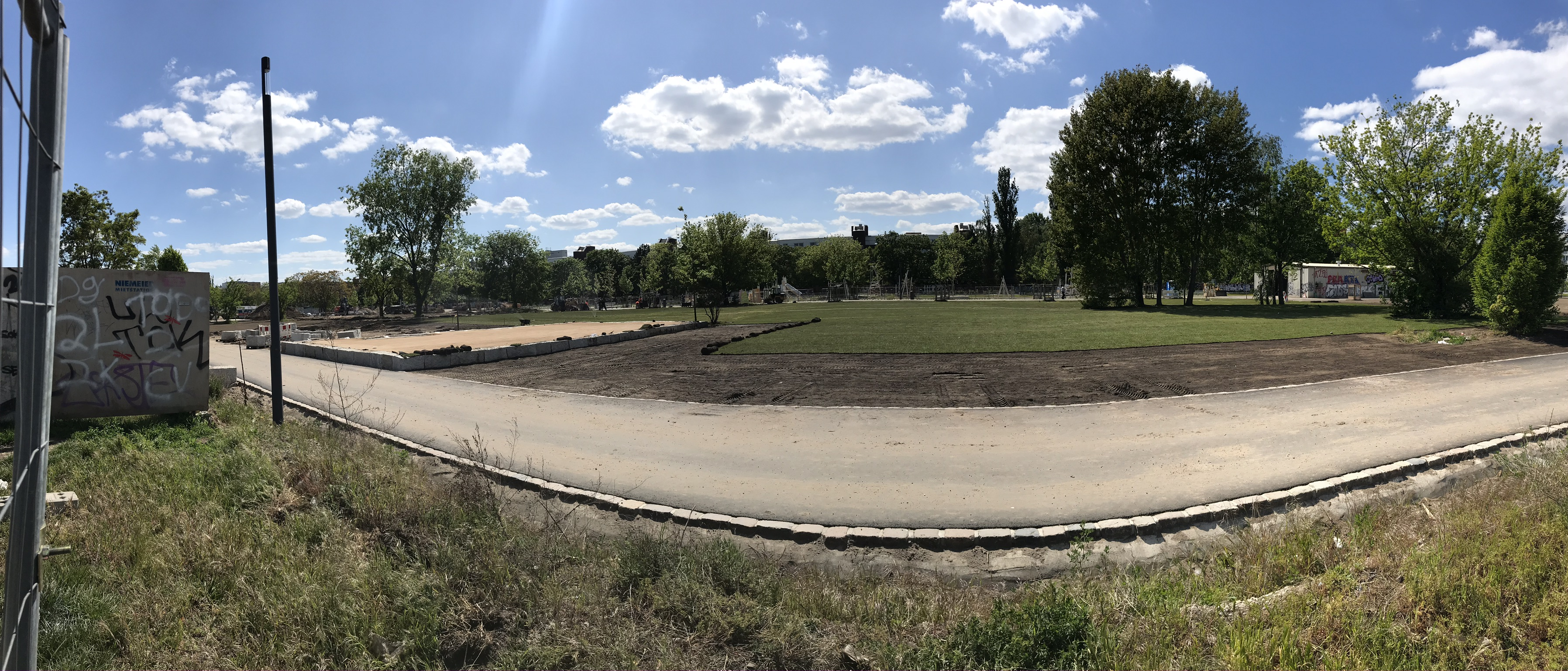
Bau der Erweiterungsflächen 2020

Im Juli 2013 wurde an der Lortzingstraße eine Fläche zur Zwischennutzung und ein neuer Parkeingang freigegeben. Seitdem verbindet ein Fuß- und Radweg das Gleim- mit dem Brunnenviertel.
2014 begann die konkrete Planung für die Erweiterungsflächen zwischen Gleim- und Bernauer Straße. Dafür traten die Bürgerwerkstatt und der Landschaftsarchitekt Gustav Lange erneut zusammen. Für die Gestaltung der etwa sieben Hektar großen Fläche hatte der Senat einen Betrag von 3,57 Millionen Euro in den Haushalt 2014 eingestellt.
Um eine einheitliche Bewirtschaftung der Parkfläche zu ermöglichen, wurde der Mauerpark 2016 komplett dem Ortsteil Prenzlauer Berg zugeschlagen, die Ortsteilgrenzen wurde gen Westen verschoben. Seitdem ist die Grün Berlin GmbH für die Bewirtschaftung des gesamten Parks verantwortlich.

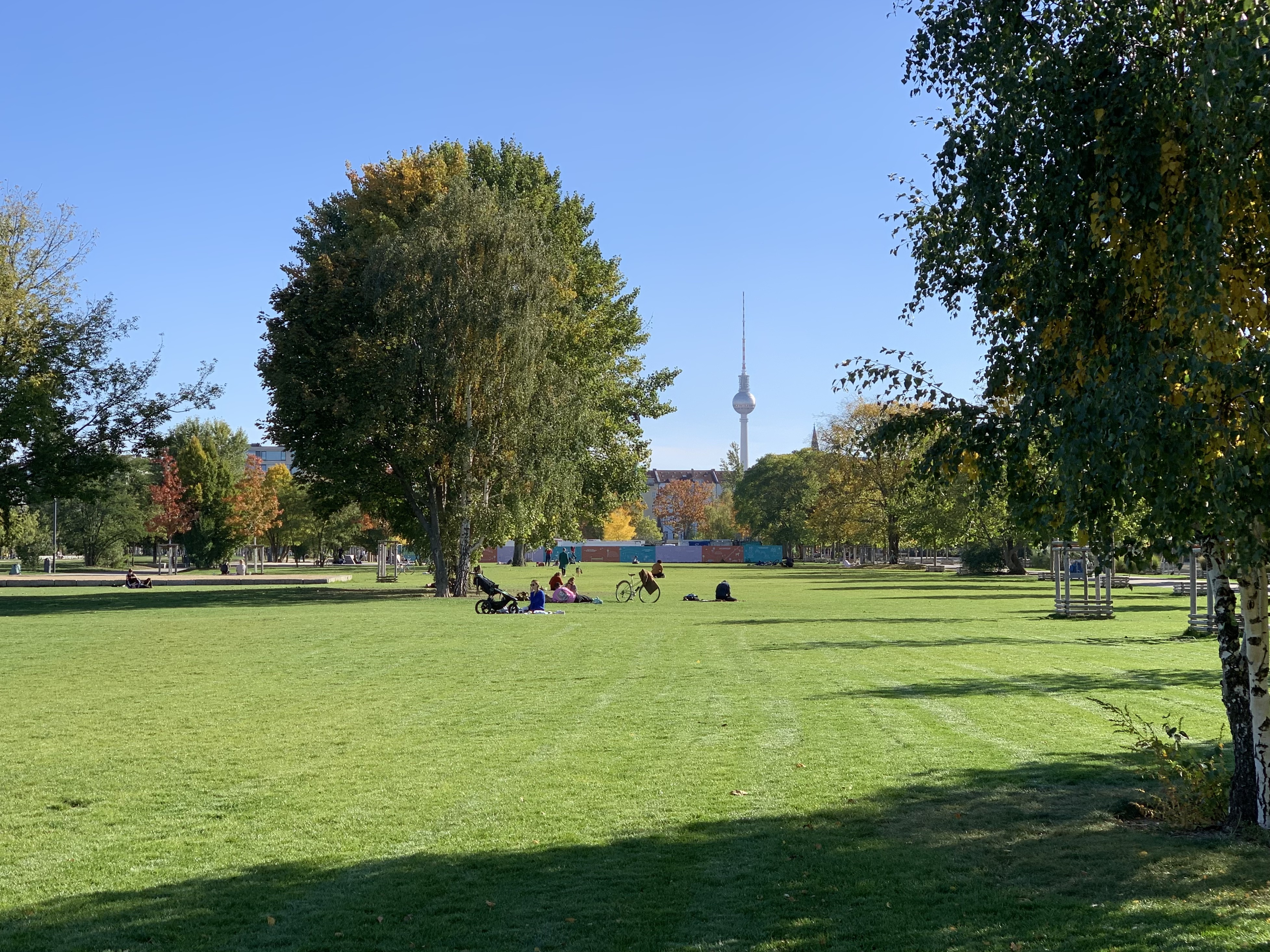
Neue Liegewiese, 2022

Mit den Bauarbeiten wurde die Fläche des Sonntag-Flohmarkts verkleinert und teilasphaltiert. Sie wird seitdem werktags als Bewegungsfläche vor allem von Skatern genutzt. Eine neue Allee wurde gepflanzt, eine große Liegewiese angelegt und an die Promenade Linie der ungleichen Dinge eine Reihe großer Podeste gebaut. Nördlich davon entstand ein Rondell sowie ein Nachbarschaftsgarten mit zahlreichen Hochbeeten. Zwei weitere Kinderspielplätze wurden integriert. Im Jahr 2020, gut 25 Jahre nach dem ersten Bauabschnitt, hatte der Mauerpark seine Fläche auf knapp 15 Hektar verdoppelt.

### Bauarbeiten und Sanierungen seit 2017
Von 2017 bis 2020 bauten die Berliner Wasserbetriebe für rund 20 Millionen Euro im Rohrvortrieb einen Stauraumkanal unterhalb der Schwedter Straße. Er ist gut 600 m lang, verläuft acht Meter unter der Oberfläche und hat einen Durchmesser von knapp vier Metern. Für die Bauarbeiten wurden rund zwei Dutzend Bäume gefällt, darunter eine markante Pyramidenpappel am Parkeingang Bernauer Straße. Die Bäume wurden 2020 durch Neuanpflanzungen ersetzt.
Im Dezember 2022 begannen mehrjährige Sanierungsarbeiten im älteren Teil des Mauerparks: 2023 wurden im Birkenwäldchen die Wege und Spielplätze erneuert und im Bereich um den Moritzhof begannen die Arbeiten für einen größeren Spielplatz und neue Rasenflächen. Auf der zentralen Liegewiese an der Schwedter Straße wurde im November 2023 die knapp drei Hektar große Grasnarbe entfernt, im Mai 2024 wurde neuer Rollrasen verlegt. Die Sanierungsarbeiten im Gesamtvolumen von 16 Millionen Euro sehen vor, den Mauerpark mit zahlreichen neuen, klimaresilienten Pflanzen sowie einem teilautomatischen Bewässerungssystem auszustatten.

## Soziale Nutzung

### Berliner Lebensgefühl

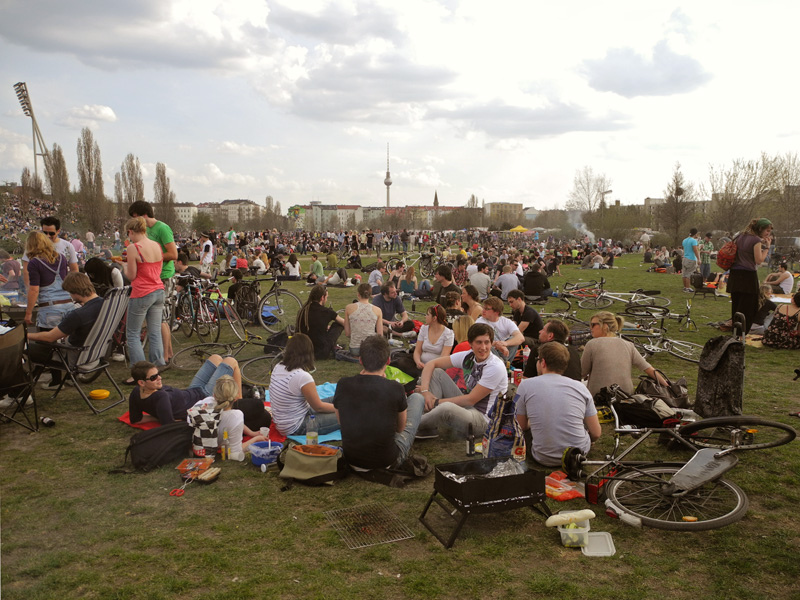
Sonntag im Mauerpark, 2011

„Die Idee des Mauerparks ist der des Niemandslandes gerade entgegengesetzt, sie besteht im emphatischen Begriff des öffentlichen Raums, […] in der Begegnung tendenziell sozial Gleicher, aber individuell unterschiedlichster Charaktere. Gewiss eine Utopie, aber zwingend notwendig, gerade in Berlin.“

Das erklärte Ziel von Landschaftsarchitekt Gustav Lange war, die laufende Entwicklung „vom Grenzraum zum Freiraum“ weiter zu ermöglichen und nicht zu behindern. Er wollte den Mauerpark zu einer offenen Bühne machen – mit den Menschen im Mittelpunkt, die hier einen Prozess der Veränderung artikulieren und erleben konnten. Sein Entwurf gilt unter Architekturhistorikern als Grundlage für einen „Ort lebendiger Gegenwart, an dem Geschichte dynamisch und mitunter ikonoklastisch“ gelebt werden kann:

„Lange’s design for the Mauerpark was not a contrived effort at dramatizing the historical scene of the Wall as concertedly as the Memorial Grounds do — the Mauerpark left room for new meanings and interventions.“

Langes Konzept ging auf: Das Nutzungsprofil des Parks entwickelte sich in den Nachwendejahren organisch und wurde mit steigender Beliebtheit des Parks institutionalisiert und legalisiert. Der „Sonntag im Mauerpark“ galt verbreitet als Beispiel für ein „Berliner Lebensgefühl“: einem „aus Unterdrückung entstandenen Klima der Akzeptanz und zwanglosen Freiheit“:

„There is perhaps no better example of Berlin’s climate of acceptance and freewheeling freedom born from repression than Sundays in Mauerpark.“

20 Jahre nach seiner Eröffnung hatte sich das Areal „vom ehemaligen Todesstreifen in einen riesigen grünen Spielplatz für ein meist junges Publikum“ gewandelt. An manchen Sonntagen im Sommer besuchten bis zu 40.000 Menschen den Park. Neben einer parktypischen Nutzung als Ort für Erholung, Spiel und Sport etablierten sich im Mauerpark einige Besonderheiten:

### Wall of Fame

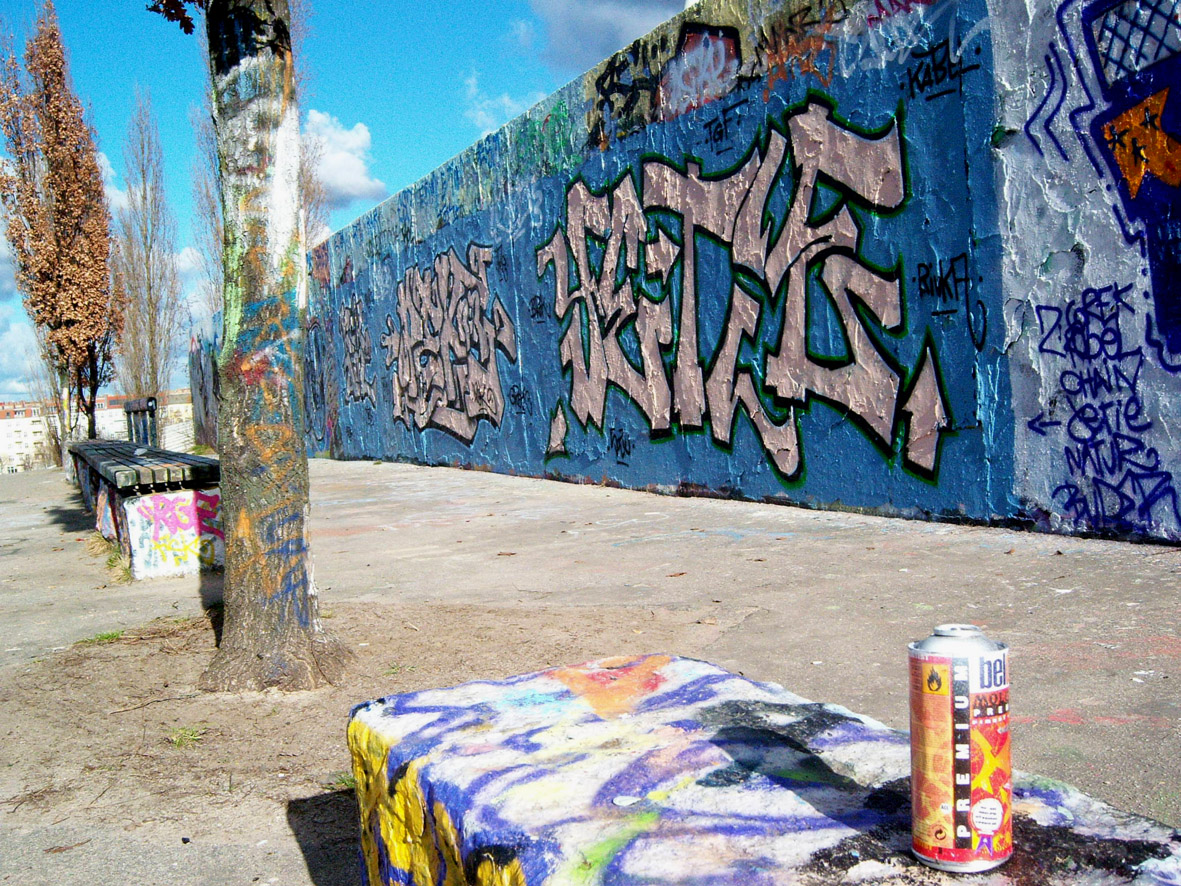
Wall of Fame, 2008

Bereits kurz nach dem Mauerfall wurden am Stadion die Reste der Hinterlandmauer bemalt. Sie wuchs bald zu einer stets neu übermalten Street Art Galerie heran und ist heute eine international bekannte Wall of Fame. Nach jahrelanger Duldung wurde das Sprayen von Graffiti 2019 legalisiert. Bereits seit 2001 steht dieser Teil der Mauer unter Denkmalschutz.

### Musik, Tanz und Karaoke

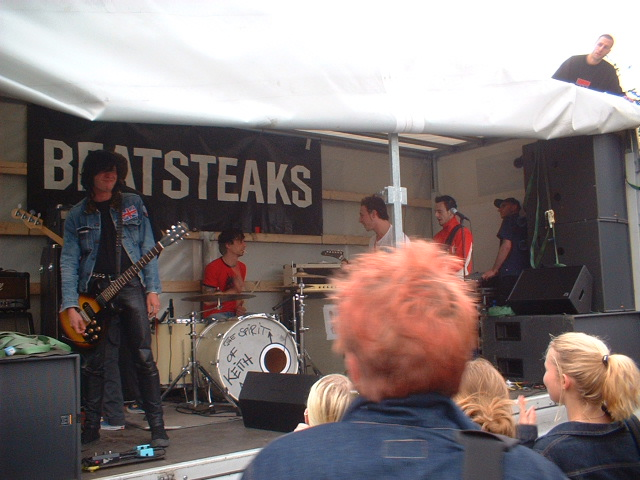
Beatsteaks im Mauerpark, 2002

Im Mauerpark spielen seit seiner Eröffnung regelmäßig zahlreiche Straßenmusiker vor allem am Wochenende und entlang der Schwedter Straße. 1996 war der Park erstmals Bühnenstandort der Fête de la Musique. Auch kommerziell erfolgreiche Musiker traten im Mauerpark auf, darunter Seeed (2001), Beatsteaks (2002) oder Flying Lotus (2017).
Mit dem Fortschritt der portablen Technik gab es seit den 2000er Jahren auch spontane und improvisierte Tanzversammlungen. Seit 2009 veranstaltet Gareth Lennon sonntags im Sommer ein mobiles Karaoke im Amphitheater. Sein Bearpit Karaoke mit regelmäßig mehr als eintausend Teilnehmern verstärkte den internationalen Ruf des Mauerparks als lebendige und offene Bühne für Menschen jeglicher Couleur:

„[…] the real spectacle, […] is the audience itself.“

Die vornehmlich wochenends und abends gebotene Livemusik trägt wesentlich zur Atmosphäre im Park bei.

### Flohmarkt
Im Sommer 2004 eröffnete der Flohmarkt am Mauerpark, damals noch außerhalb der Parkgrenzen auf der Erweiterungsfläche an der Bernauer Straße. Der sonntägliche Markt wurde bald überregional bekannt und bekam 2014 einen neuen Betreiber. Bei den Erweiterungsarbeiten 2020 wurde die Fläche in den Park integriert und teilasphaltiert. 2022 war der Flohmarkt im Mauerpark mit mehr als 400 Ständen eine beliebte Institution für Touristen und Berliner gleichermaßen.

### Kinder, Sport und Spiel

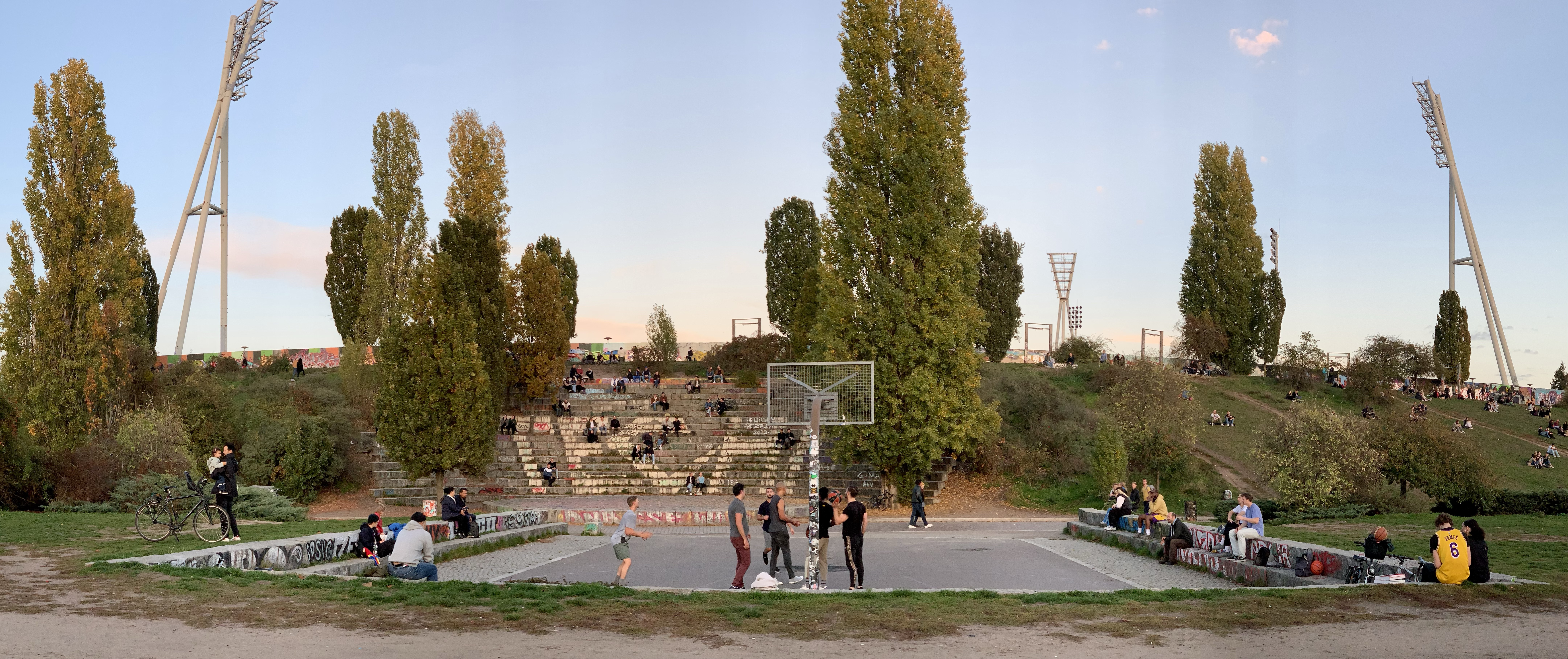
Basketball im Mauerpark, 2022

Zentral gelegen zwischen großer Wiese und Birkenwäldchen wurde 1998/99 der sogenannte Regenbogenspielplatz in ehrenamtlicher Arbeit errichtet und 2016 erstmals renoviert. 2000 wurde die Jugendfarm Moritzhof eröffnet und wenig später nördlich davon ein Spielplatz mit Kletterwand angelegt. 2020 kam auf der Westseite des Parks ein großer weiterer Kinderspielplatz dazu.
Der Mauerpark ist insbesondere im Sommer ein beliebter Ort für Boule-Spieler, Basketballer, Jongleure und Freizeitkicker. Vis-à-vis dem Amphitheater gibt es einen Basketballplatz, die Fläche des Flohmarkts dient werktags als viel genutzte Bewegungsfläche für Skateboarder und Rollschuhfahrer. Oben auf der Böschung stehen seit 1994 fünf außergewöhnlich große, weitschwingende Schaukeln. Sie werden von einigen kleineren im Birkenwäldchen, sowie vier neueren, großen Schaukeln in der Erweiterungsfläche ergänzt. Teile der zentralen Liegewiese sind als Grillfläche ausgewiesen. Mit der Erweiterung des Geländes 2020 vergrößerten sich auch die Nutzungsmöglichkeiten im Park:

„War der alte Mauerpark bislang eine vor allem von Touristen genutzte schmale Nord-Süd-Verbindung, bietet die neue Fläche […] auch Angebote für Anwohnerinnen und Anwohner.“

### Radfernwege

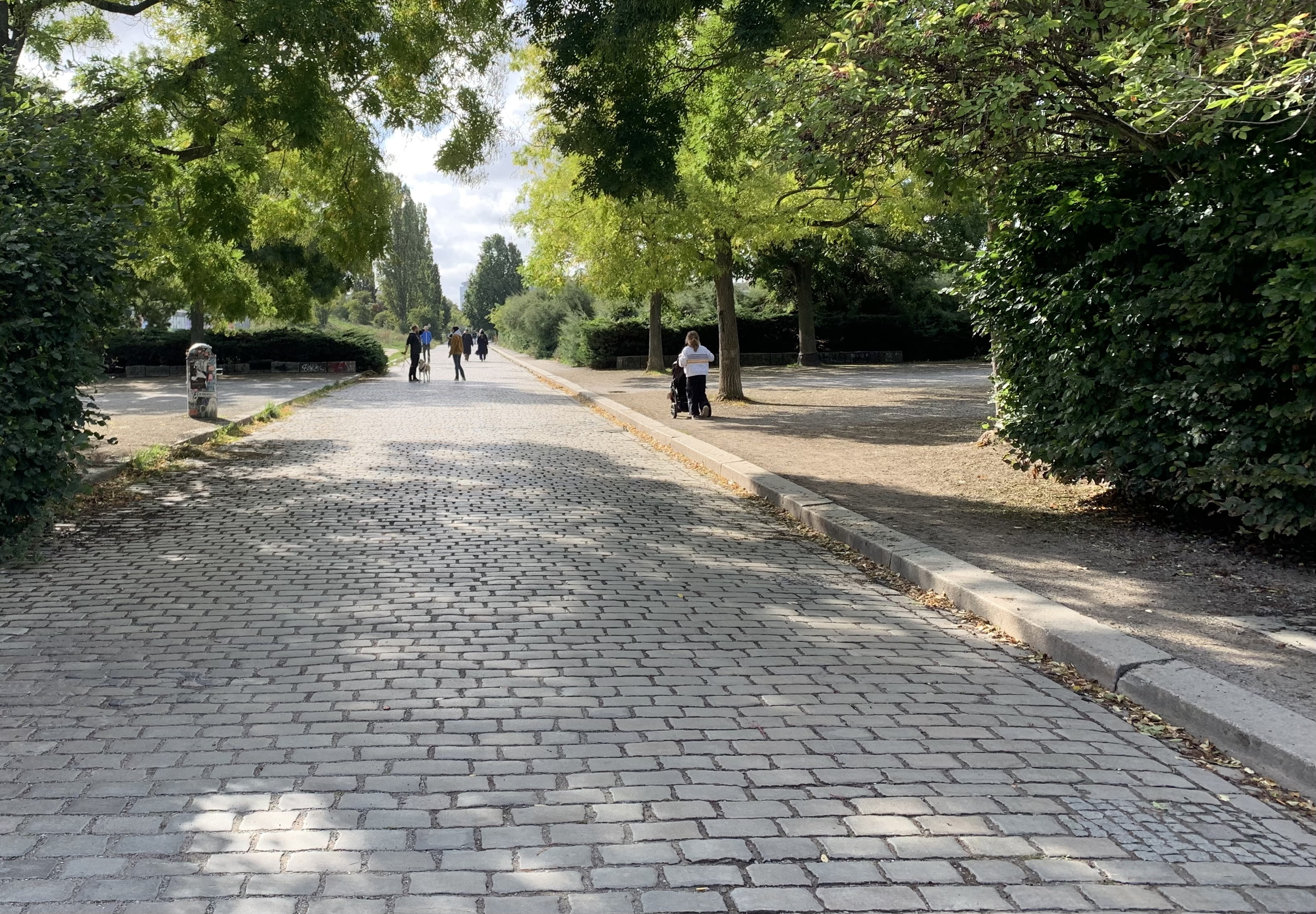
Pflaster der Schwedter Straße, 2022

Durch den Mauerpark verlaufen zwei Fahrradwege: der Berliner Mauerweg und der Radfernweg Berlin–Usedom. Beide führen über die Schwedter Straße durch den Park sowie im weiteren Verlauf über den Schwedter Steg. Da die Fahrbahn der Schwedter Straße im Parkbereich eine Großsteinpflasterung im Reihenverband hat, gab es mehrfach Pläne, sie in Teilen zu asphaltieren, um das Radfahren zu erleichtern. Im Mai 2005 wurden etwa eintausend Unterschriften für eine Asphaltierung gesammelt. Die Bezirksverordnetenversammlung Pankow entschied sich trotzdem für den Erhalt des Pflasters. Auch bei den Planungen für die Renovierung des Bestandsparks 2022 wurde eine Umgestaltung der Fahrbahn diskutiert.

### Müll- und Lärmprobleme

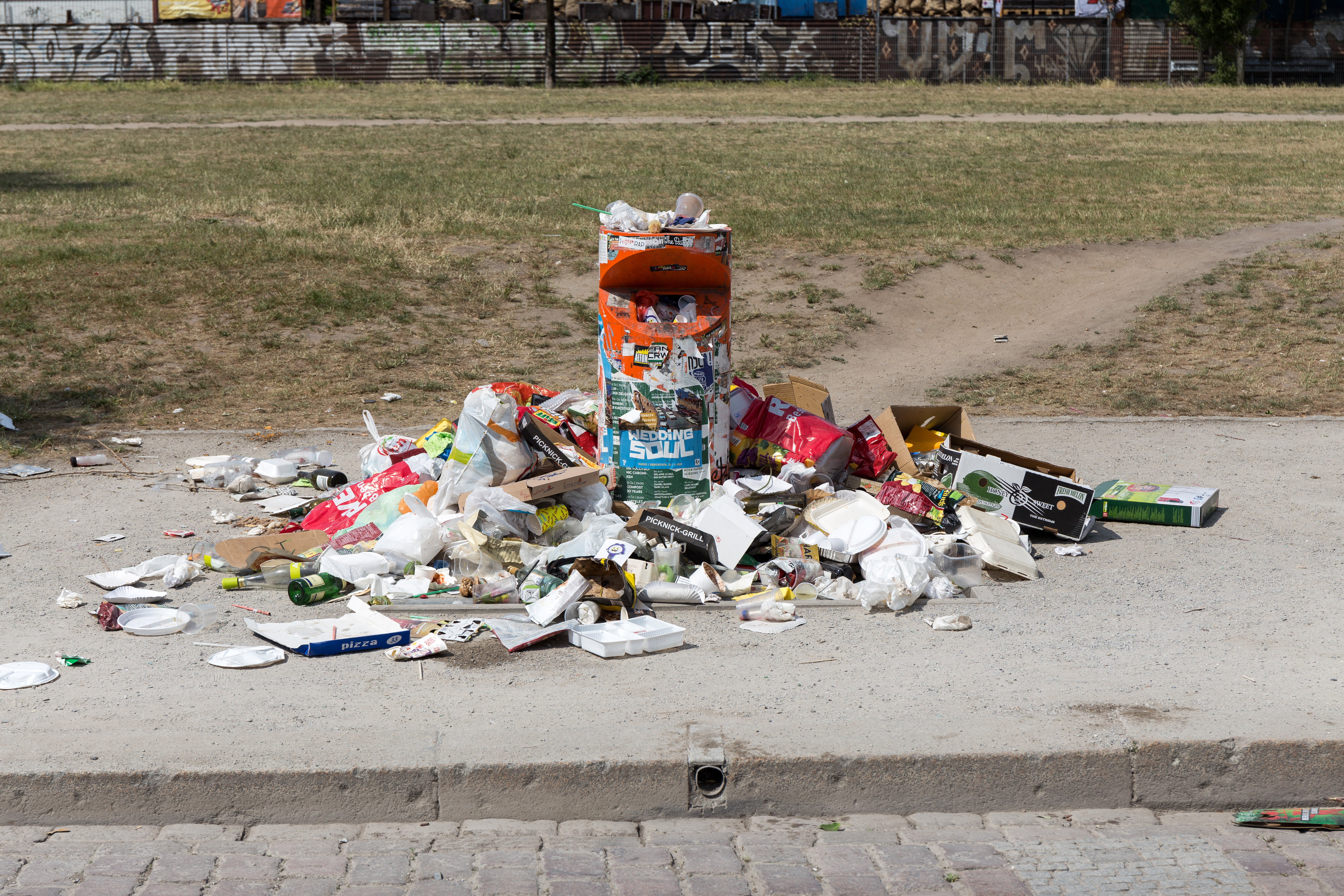
Übernutzung, 2015

Nach andauernden Problemen mit überfüllten Mülleimern ließ die Berliner Stadtverwaltung 2010 große unterirdische Container mit oberirdischem Einwurf installieren, die das Müllproblem aber nur leicht entschärfen konnten. Ab 2013 kam eine verbesserte Version zum Einsatz, sie wurden ergänzt durch große Müllsammelcontainer auf der zum Grillen freigegebenen Fläche der zentralen Liegewiese.
Ab 2018 stieg die Zahl der Beschwerden von Anwohnern wegen Lärms. Es gab Anzeigen gegen mehrere Musiker. Das Bezirksamt Pankow und der Verein Freunde des Mauerparks initiierten daraufhin einen Runden Tisch, um Anwohner, Stadtverwaltung und Musiker ins Gespräch zu bringen.
Ergebnis war ein Lärmschutzkonzept, das den Bau sogenannter Acoustic Shells sowie einige Spielregeln für Musiker enthielt. Seitdem darf Musik nur noch entlang der Schwedter Straße und in Richtung der Böschung ausgerichtet gespielt werden.

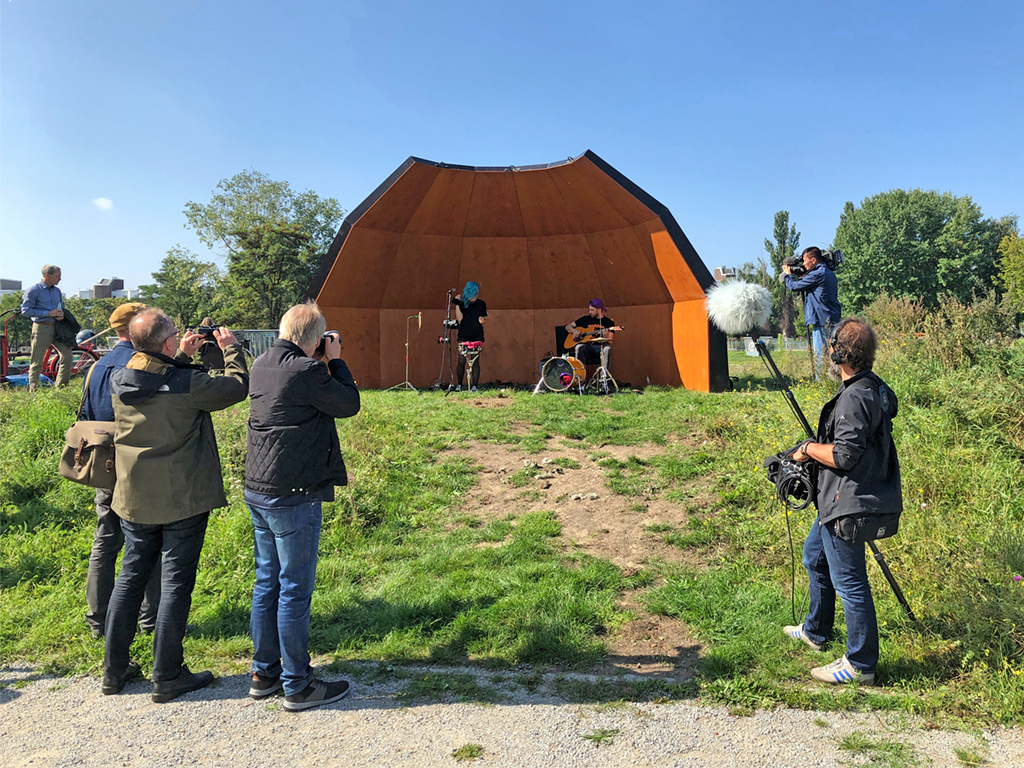
Lärmschutzmuschel, 2021

Im September 2021 wurde im Mauerpark eine vom Bezirksamt geförderte Acoustic Shell aufgestellt, eine Lärmschutzmuschel, die sowohl Anwohner vor Lärm schützen, als auch die Klangqualität für das Publikum erhöhen sollte. Die mobile Installation konnte schnell auf- und abgebaut werden und wurde an verschiedenen Stellen im Mauerpark getestet.
Bei Bodenproben nahe der Graffitiwände an der Hinterlandmauer fand ein Forscherteam unter Matthias Rillig 2022 eine extrem hohe Konzentration an Mikroplastik vor. Mit mehreren Hunderttausend Teilchen pro Kilogramm trockenem Boden sei dies die höchste Mikroplastikkonzentration, über die jemals in der wissenschaftlichen Literatur berichtet wurde.

### Kriminalität
Während der COVID-19-Pandemie wurde der Park im Sommer 2021 wegen verbotener Menschenansammlungen mehrfach von der Polizei geräumt. In den Monaten Juli und August 2021 gab es mehr als 170 Polizeieinsätze, vor allem wegen Raubes und Körperverletzungen.
In den ersten acht Monaten des Jahres 2023 lag der Mauerpark bei der Zahl der dort verübten Straftaten nach dem Görlitzer Park auf dem zweiten Platz unter zwölf größeren Berliner Parks.

## Der Mauerpark im Film
Im Dokumentarfilm Mauerpark begleitete der Regisseur Dennis Karsten den Park und seine Nutzer über das gesamte Jahr 2009 hinweg. Er zeigt ein vielfältiges Porträt des Parks. Der Film beobachtet die unterschiedlichen Dimensionen des Parks. Zu Wort kommen Dr. Motte und Wladimir Kaminer, aber auch Schraubermicha, Joe Hatchiban, Ginger Brown und die Fahrradband 12Volt.
In der Berliner Tatort-Folge Mauerpark (Regie und Drehbuch: Heiko Schier) aus dem Jahr 2011 liegt der Tatort eines Mordes im Mauerpark.
Zum Tag der Wiedervereinigung 2019 sendete das ZDF zur Primetime die Dokumentation Der Berliner Mauerpark von Stephanie Paersch und Stephan Merseburger.